# Anthidiellum bulawayense
Anthidiellum bulawayense là một loài Hymenoptera trong họ Megachilidae. Loài này được Mavromoustakis mô tả khoa học năm 1937.
Loài này phân bố ở Zimbabwe.